# Meranoplus nanus
Meranoplus nanus é uma espécie de formiga do gênero Meranoplus, pertencente à subfamília Myrmicinae.